# HLA-A2

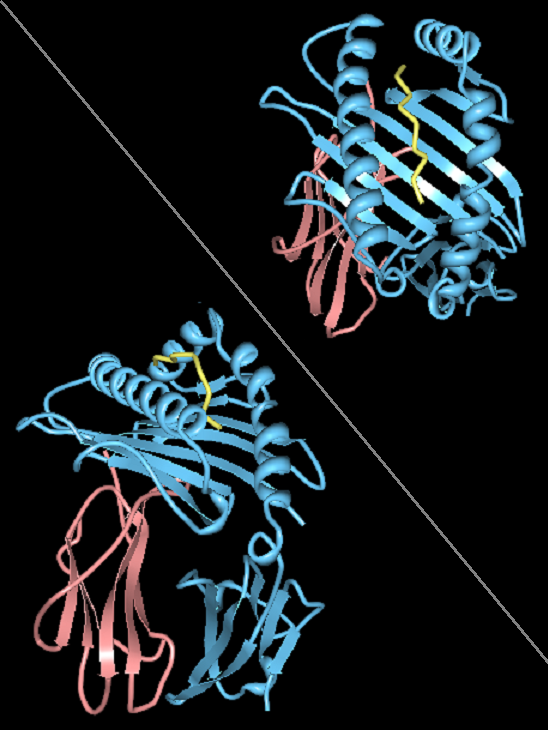

HLA-A2 هو نمط مصلي من مستضد الكريات البيضاء البشرية-أ.